# Snedtänkt
Snedtänkt är ett svenskt poddradioprogram av och med Kalle Lind. Programmet görs för Sveriges Radio. 
Programmet började sändas 2014 och behandlar i huvudsak svensk kultur- och nöjeshistoria. I varje avsnitt behandlar Lind ett specifikt ämne tillsammans med en inbjuden gäst. Programmet har i omgångar även sänts i Sveriges Radio P1. Programmets slogan är Podden som pratar om det inga andra poddar pratar om, vilket märks i val av ämnen som till exempel beredskapsfilm, country på svenska och Skånska Lasse.

## Återkommande gäster
Generellt har podden en gäst per program som diskuterar ett ämne den är specialiserad på, men i några fall har gäster återkommit och pratat om antingen närbesläktade ämnen eller andra ämnen de besitter kunskap om. Några exempel på återkommande gäster är:
- Fredrik af Trampe (bl.a. om underliga radionämndsanmälningar, Ricky Bruch och Peter Himmelstrand).
- David Nessle (bl.a. om cash in-låtar, referenshumor, Flips och subkulturen Science fiction).
- Ina Lundström (bl.a. om subkulturen Göteborg, country på svenska och Göteborgs hamn).
- Mattias Enn (bl.a. om Birgit Nilsson, Lulu Ziegler, Vera Lynn och Svenska Amerika Linien).
- Sara Ödmark (bl.a. om cliffhangers, Cameoroller och spinoffs).

## Snedtänkt med Kalle Lind & Co
År 2023 blev programmet scenföreställning. Konceptet var ungefär detsamma som i programmet, med skillnaden att varje show innehöll fler men lite kortare djupdykningar på olika ämnen, och att det inte på förhand annonserades vilka som skulle gästa varje turnéstopp och vad de skulle prata om. Föreställningen hade premiär den 3 mars på Scalateatern i Stockholm och var sedan på turné i landet under hösten.
2025 meddelade Lind att han under hösten samma år skulle ut på en turné igen.